# David Cage
David Cage (født 9. juni 1969) er grundlægger af computerspiludviklerfirmaet Quantic Dream, som senest er blevet kendt for udgivelsen af deres spil Fahrenheit (også kendt som Indigo Prophecy) i september 2005; firmaets andet computerspil.
Tidligere havde Quantic Dream udviklet Omikron - The Nomad Soul (Nomad Soul i Europa) til Sega Dreamcast (2000) og PC (1999) , hvori David Bowie medvirkede som figur i spillet og som komponist af noget af spillets lydspor (resten blev komponeret af Xavier Despas .
Begge spil er blevet godt modtaget af spilanmeldere. Gamespot Arkiveret 11. marts 2007 hos  Wayback Machine gav Indigo Prophecy 8.4  og skrev, at "Indigo Prophecy er et spil som faktisk giver begrebet 'filmisk gameplay' noget kontekst, såvel som noget betydning.", selvom begge spil kun havde en moderat kommerciel succes.
Cage arbejder i øjeblikket på Omikron KARMA, den længe ventede 'sjælelige efterfølger' til Nomad Soul, og har sagt at han er interesseret i at lave et nyt spil som kan gøre brug af en forbedret Fahrenheit/Indigo Prophecy motor.

## Ekstern henvisning
- Wikimedia Commons har flere filer relateret til David Cage
- David Cage på Internet Movie Database (engelsk)
- David Cage på The Movie Database (engelsk)
- David Cage på MobyGames (engelsk)
- David Cage Arkiveret 14. januar 2006 hos  Wayback Machine på MobyGames (engelsk)
- Alle David Cage interviews og dagbøger Arkiveret 18. juni 2006 hos  Wayback Machine på Omikron Game (engelsk)
- Edge Online interview med David Cage Arkiveret 18. juni 2006 hos  Wayback Machine (engelsk)
- Omikron KARMA information fra David Cage selv Arkiveret 10. marts 2007 hos  Wayback Machine (engelsk)

## Fodnoter
1. ↑  "Video Game Cheats, Reviews, FAQs, Message Boards, and More – GameFAQs". Arkiveret fra originalen 15. august 2000. Hentet 19. januar 2021.
2. ↑  "Game Rankings – Video Game Reviews, Release Dates, Cheat Codes". Arkiveret fra originalen 29. februar 2012. Hentet 19. januar 2021.